# Apollo (pesma)
Apollo (prev. Apolo) je pesma švajcarske grupe Tajmbel. Predstavljaće Švajcarsku na izboru za Pesmu Evrovizije 2017 u Kijevu (Ukrajina).

## Spoljašnje veze
- Nastup sa nacionalnog finala na Jutjubu